# Obliq
Obliq är en musikgrupp från Göteborg som bildades 2005. Obliq släppte 2008 debutalbumet Antenna. Bandet släppte 2009 singeln "Solo" i samarbete med den brittiska producenten Matt Karmil från bandet Cirkus. De har sedan dess gjort flera europaturnéer och spelade under hösten 2011 in albumet Roots i Nacksving Studios som släpptes 13 juni 2013.

## Medlemmar
- John Lindar - trummor
- Jonatan Thomasson - bas, körsång, synth
- Anders Lagerfors - sång, gitarr
- David Orebäck - gitarr, körsång, synth